# El camino hambriento
El camino hambriento es una novela del autor nigeriano Ben Okri, el primer libro de una trilogía que continúa con Songs of Enchantment (1993) e Infinite Riches (1998). Publicado en Londres en 1991 por Jonathan Cape, el libro sigue a Azaro, un abiku, o niño espiritual, que vive en una ciudad africana (muy probablemente nigeriana) anónima. La novela emplea un estilo narrativo único, incorporando el mundo espiritual al mundo "real" en lo que algunos han clasificado como realismo mágico. Otros han etiquetado el libro como realismo de las religones tradicionales africanas, mientras que otros optan simplemente por considerar a la novela literatura fantástica. El libro explota la creencia en la coexistencia de los mundos espiritual y material, que es un aspecto definitorio de la vida tradicional africana. También presenta una historia alegórica tanto de los obstáculos como de la promesa latente en el momento poscolonial. Nigeria fue uno de los primeros países en independizarse de Gran Bretaña en 1960, sólo para caer en una guerra civil al final de la década. 
El camino hambriento recibió el premio Booker de ficción en 1991,  convirtiendo a Okri en el ganador más joven a la edad de 32 años 

## Trasfondo
Okri dijo con respecto a los problemas que le planteó el proceso creativo: "En los años previos a trabajar en la novela, no estaba satisfecho con la forma en que escribía. Estaba aplicando la tradición narrativa realista a África, pero las técnicas utilizadas para describir la vida occidental eran inadecuadas para representar el mundo multidimensional de mi infancia. Esto llevó a una crisis. Necesitaba encontrar una nueva forma de transmitir la riqueza imaginativa de África. Las técnicas existentes simplemente ya no servirían. Necesitaba renovar mi mano." 
Describió las circunstancias en las que escribió la novela en 1988, cuando vivía en un apartamento en Notting Hill que alquilaba a su amiga editora Margaret Busby:   "Traje el primer borrador de El camino hambriento conmigo y fue allí donde comencé a reescribirlo... Algo en mi escritura cambió en ese momento. Adquirí una especie de tranquilidad. Había estado luchando por algo en mi tono de voz como escritor, fue allí donde finalmente surgió... En ese piso también escribí los cuentos que se convirtieron en Stars of the New Curfew. El libro, señaló Okri, fue el resultado de una década de experimentación con formas, tonos y tinturas, con el fin de encontrar el elixir que le permitiera crear el mundo imaginario que tenía en mente. 
En la introducción a la edición del 25 aniversario de El camino hambriento, Okri dijo: "La novela fue escrita para darme razones para vivir. A menudo, la maravilla de vivir se desvanece de nosotros, oscurecida por mil cosas. Quería mirar la vida de nuevo y de nuevo, busqué una historia que me diera el punto de vista correcto. También pretende ser un libro de humor: desde la perspectiva de los espíritus, los hechos y las furias de los hombres están teñidos de absurdo. ". 

## Trama
Azaro, el narrador y protagonista es un abiku, o niño espiritual de una ciudad desconocida en África, destinado a sufrir un ciclo recurrente de nacimiento, muerte prematura y renacimiento. Pertenece tanto al mundo de los humanos como al de los espíritus, una doble identidad que le permite comprender la naturaleza oculta de las personas y los fenómenos. Es constantemente acosado por sus espíritus hermanos del otro mundo que quieren que deje esta vida mortal y regrese al mundo de los espíritus, enviando muchos emisarios para llevarlo de regreso. Azaro se niega obstinadamente a dejar esta vida debido al amor que siente por sus progenitores. 

### Estructura
Dividida en ocho secciones distintas que el autor llama libros, la novela explora una variedad de temas (desde el progreso tecnológico y la destrucción del mundo natural hasta el impacto de la pobreza y el hambre en la gente común) que se superponen entre las secciones, cada una con su propio énfasis. 

#### Secciones
1. Azaro es secuestrado y retenido por un policía corrupto antes de que un herbolario le diga a su madre cómo encontrarlo. Ella lo trae a casa y la familia le organiza una gran celebración de bienvenida, lo que desafortunadamente los endeuda. Madame Koto cree que Azaro es una suerte de amuleto de buena suerte y le pide que vaya a su bar por las tardes para atraer clientes.
2. Los políticos invaden la comunidad, y el bar de Madame Koto, en particular, provocando divisiones y falsas promesas. Los partidos políticos son alegóricos (el Partido de los Ricos versus el Partido de los Pobres) y enfrentan a los residentes del complejo entre sí. La pobreza y el hambre que dominan la vida de la gente corriente son explotadas para obtener beneficios políticos. El Partido de los Ricos reparte leche en polvo gratis, lo que provoca un motín violento. Luego se comprueba que la leche está contaminada y la mayor parte de los consumidores enferma mortalmente. Azaro y su familia se salvan porque su padre tira la leche, ya que desconfía de los políticos y sus intenciones.
3. Lidia con la opresión y la creciente omnipresencia de la política en la vida cotidiana de los aldeanos. La familia de Azaro es acosada por sus opiniones políticas y su puerta está marcada con un machete. También están bajo presión del propietario para que paguen el alquiler, que ha aumentado debido a las opiniones políticas de papá. El fotógrafo local muestra a Azaro imágenes inquietantes de injusticia (como un linchamiento en Estados Unidos) en otras partes del mundo.
4. Revela la continua transformación de Madame Koto: “Su cuerpo se hizo más grande. Su voz se volvió arrogante. Llevaba muchos brazaletes y collares [...]. “Caminaba despacio, como quien acaba de adquirir el poder”. Su bar está lleno de juerguistas ruidosos con regularidad, y Azaro sufre un despertar sexual durante una fiesta particularmente estridente. Posteriormente, es perseguido por un espíritu de muchas cabezas que quiere arrastrarlo de regreso al mundo de los espíritus, pero se niega a ir.
5. Azaro es castigado por romper una ventana y decide dejar de comer. Se enferma gravemente y oscila entre la vida y la muerte. Se lo ve en delirantes viajes por el reino de los espíritus. Al final, los esfuerzos de su madre y la voz de su padre lo devuelven a la tierra de los vivos.
6. Se centra en el deseo de su padre de convertirse en un gran boxeador. Entrena constantemente y come vorazmente, dejando que su esposa y Azaro pasen hambre. Aun así, Azaro admira su ambición y su padtre se enfrenta exitosamente a oponentes (a veces sobrenaturales) con gran habilidad y valentía. Madame Koto sigue acumulando dinero e influencia, su bar es el primer establecimiento del pueblo que tiene electricidad, y compra un coche. Otra fiesta organizada por su padre rápidamente se sale de control. Es seguido por un séquito de mendigos a los que desea mejorar con educación y formación, aunque sus planes, como de costumbre, se frustran. Ha cambiado sus sueños de convertirse en un gran boxeador por planes de convertirse en un político respetado.
7. Su padre pretende hacer carrera como político, leyendo libros sobre varios temas, a menudo irrelevantes. Madame Koto organiza una gran fiesta en su bar para conmemorar su ascenso de estatus. El padre de Azaro quiere colarse para poder hablar de política con gente influyente. Al parecer, gente de todas partes están allí. Un hombre vestido con un traje blanco se enfrenta a su padre y se involucran en una pelea épica. Su padre gana, pero su cuerpo y su mente quedan devastados por la brutalidad del encuentro. Cae en un estado similar al coma durante varios días hasta que su esposa, con la ayuda de Azaro, lo trae (en su mayor parte) de regreso del mundo de los espíritus.
8. Su padre sigue soñando, tratando de construir un mundo mejor en su mente. Anhela la libertad, la justicia y la dignidad y el fin de la pobreza extrema y la opresión constante. Cuando finalmente despierta, le dice a Azaro que respete a todos los seres vivos y que busque el bien en todo lo que encuentre. A la mañana siguiente, cuando Azaro despierta, sus padres han desaparecido, concluyendo la historia. El mundo de Azaro es rico en imágenes fantásticas, resplandeciente de violencia e inundado de alcohol, un sueño febril de vida, libertad, dignidad y lucha.

## Caracteres
- Azaro es el narrador de la historia. Es un abiku, o niño espiritual, que nunca ha perdido los vínculos con el mundo de los espíritus. Lleva el nombre de Lázaro, del Nuevo Testamento. La historia lo sigue mientras intenta vivir su vida, siempre consciente de los espíritus que intentan llevarlo de regreso.
- El padre de Azaro es un portador de carga idealista que quiere lo mejor para su familia y la comunidad. Sufre mucho por esto y finalmente se convierte en boxeador y luego en político. Ama profundamente a Azaro, pero a menudo está amargado por tener un abiku y ocasionalmente lanza diatribas violentas.
- La madre de Azaro trabaja muy duro para la familia, vendiendo todo lo que encuentra. Se preocupa profundamente por su familia y constantemente renuncia a la comida y la seguridad por ellos y sus ideales. Está orgullosa de que Azaro sea su hijo y hace todo lo posible para protegerlo.
- Madame Koto es propietaria de un bar local. Le gusta Azaro, aunque a veces está convencida de que trae mala suerte. Ella comienza como una mujer bien intencionada, que intenta llevarse bien con todos los demás. Sin embargo, a medida que avanza la historia, se vuelve más rica, se pone del lado del partido político de los ricos y, a menudo, es acusada de brujería. Intenta ayudar a Azaro y su familia en numerosas ocasiones, pero parece intentar tomar la sangre de Azaro para mantenerse joven.
- Jeremiah el Fotógrafo es un joven artista que acerca el pueblo al resto del mundo y el resto del mundo al pueblo. Se las arregla para publicar algunas de sus fotografías, pero practica su oficio corriendo un gran riesgo personal.
- El propietario apoya al Partido de los Ricos y está enojado con la familia de Azaro por causarle problemas a él y a su complejo.

## Análisis
La doble visión de Azaro es también la visión de la novela: Okri construye un universo multidimensional en el que las apariencias dan paso a realidades sorprendentes y todas las cosas tienen su aspecto espiritual, además de material. La multidimensionalidad de la novela se hace evidente en las metáforas gemelas de su título. El camino es una de ellas, recurrente en varios niveles de la estructura narrativa. A veces es un camino literal, donde los personajes viajan o se pierden. A veces se convierte en una criatura mítica, el rey del camino, eternamente hambriento de víctimas. Representa los viajes espirituales de los protagonistas y los meandros de la historia misma. A veces es un río, haciéndose eco de la poderosa fluidez de la narrativa, así como de sus personajes. 
El concepto de hambre de Okri es igualmente flexible. Es el hambre literal de las familias que luchan por sobrevivir, pero también es la codicia de los poderosos, la privación de los impotentes y el anhelo espiritual de un pueblo que sufre. La comida es la moneda central de la economía social y simbólica de la novela: se roba, se envenena, se raciona y se retiene, pero también se comparte en momentos de banquete familiar y comunitario. Tanto el hambre como el camino funcionan en la novela como símbolos metamórficos versátiles, portadores de la complejidad estructural y filosófica del texto. 
Al igual que su simbolismo, los personajes de Okri nunca son estáticos. Azaro viaja de un lado a otro entre la vida despierta y el reino de los espíritus, que atraviesa en visiones y viajes alucinatorios. Su padre lucha contra enemigos políticos pero también contra oponentes sobrenaturales que lo dejan a la deriva a través de extrañas zonas liminales entre la muerte y la vida. La madre de Azaro se encuentra con seres de reinos más allá del humano durante sus largos días en el mercado. 
Se rumorea que Madame Koto posee habilidades mágicas y está embarazada de trillizos espirituales. Basándose en la mitología tradicional de África occidental, así como en su propio misticismo no confesional, Okri crea un universo ficticio que es, en esencia, un universo del espíritu. Si bien sus personajes están sujetos a duras realidades políticas y socioeconómicas, sus batallas por la supervivencia y la dignidad también se libran en el ámbito de los sueños, las visiones y la imaginación. La importancia de los sueños en la ficción de Okri va más allá de la vida mental privada de sus sujetos. Azaro tiene la capacidad de adentrarse e influir en los sueños de otros personajes, así como comprender los deseos inconscientes de su pueblo. Todas las aventuras visionarias del niño espiritual se desarrollan en el contexto de la comunidad humana, reforzando los lazos que unen a Azaro con su familia nuclear y su vecindario. Este énfasis en las conexiones comunitarias es una característica central del libro, que refleja el interés de Okri en las fuerzas colectivas que dan forma a la sociedad africana contemporánea. Como sostiene John Hawley, el trabajo de Okri se ocupa de la cuestión de la conciencia colectiva, buscando redefinir no sólo los límites políticos sino también estéticos y espirituales de la opresión colonial. 

## Recepción y legado
En una reseña de El camino hambriento para The New York Times, Henry Louis Gates Jr. escribió: "El logro temible de este libro (que ganó el Premio Booker de Gran Bretaña en 1991) es haber forjado una narrativa que es a la vez atractivamente lírica e intrigantemente posmodernoa... Y Okri lo ha hecho no sólo, como podríamos esperar, adaptando técnicas del realismo mágico asociado con los grandes novelistas latinoamericanos (especialmente Gabriel García Márquez ), sino regresando a los temas y estructuras de la literatura tradicional. La mitología yoruba y los logros relativamente poco conocidos de la novela yoruba... Ben Okri, al sondear las profundidades de la mitología yoruba, ha creado una fábula política sobre la crisis de la democracia en África y en todo el mundo moderno. Sin embargo, ha introducido la novela africana en su propia era posmoderna mediante una extensión convincente de las formas orales tradicionales que descubren el futuro en el pasado. Pues si bien El camino hambriento puede señalar un nuevo logro para la novela africana en inglés, sería "un logro deslumbrante para cualquier escritor en cualquier idioma". 
La novela fue la inspiración detrás de la letra de la canción de Radiohead " Street Spirit (Fade Out) " en su álbum The Bends (1995). 